# Arsenozucchero solfato
L'arsenozucchero solfato è un ossoarsenozucchero dimetilato avente un gruppo glicerolo solfato legato al carbonio 1 dell'anello ribosidico.
Venne identificato per la prima volta nel 1982 nel bivalve Tridacna maxima, ed è l'arsenozucchero più comune insieme al glicerolo, fosfato e solfonato (in particolare  nell'alga bruna Hizikia fusiforme, dove è stato determinato quale principale composto dell'arsenico).
Tra i 4 arsenozuccheri principali è il più acido e il più labile in caso di estrazione con idrossido di tetrametilammonio o idrossido di sodio.